# 逻辑代数
在数学和数理逻辑中，逻辑代数（有时也称开关代数、布尔代数）是代数的一个分支，其变量的值仅为真和假两种真值（通常记作 1 和 0）。初等代數中变量的值是数字，而且主要的运算是加法、乘法和乘方（以及它們的逆运算），而逻辑代数的主要运算符有合取与，记为∧；析取或，记为∨；否定非，记为¬。因此，它是描述逻辑运算的一种形式主义，就像初等代数描述数字运算一样。
逻辑代数是乔治·布尔（George Boole）在他的第一部著作《逻辑的数学分析》（1847年）中引入，并在他的《思想规律的研究》（1854年）中全面阐述了逻辑代数。
根据Huntington的说法，“布尔代数”术语最初是由Sheffer于1913年提出。
逻辑代数一直是数字电路设计的基础，所有现代编程语言都提供支持。它还用于集合论和统计学。 

## 逻辑代数中的几个概念
参与逻辑运算的变量叫逻辑变量，用字母 {\displaystyle A}，{\displaystyle B}, ……表示。每个变量的取值非0 即1。 0、1不表示数的大小，而是代表两种不同的逻辑状态。
正、负逻辑规定：
- 正逻辑体制规定：高电平为逻辑1，低电平为逻辑0。
- 负逻辑体制规定：低电平为逻辑1，高电平为逻辑0。

逻辑函数：如果有若干个逻辑变量（如{\displaystyle A}、{\displaystyle B}、{\displaystyle C}、{\displaystyle D}）按与、或、非三种基本运算组合在一起，得到一个表达式L。对逻辑变量的任意一组取值（如0000、0001、0010）L有唯一的值与之对应，则称{\displaystyle L}为逻辑函数。逻辑变量{\displaystyle A}、{\displaystyle B}、{\displaystyle C}、{\displaystyle D}的逻辑函数记为：{\displaystyle L=f(A{\text{、}}B{\text{、}}C{\text{、}}D)}

## 逻辑运算

### 基本运算
逻辑代数的基本运算如下。
- 与（合取），记作 {\displaystyle x\land y}（有时记作 {\displaystyle x} AND {\displaystyle y} 或 K{\displaystyle xy}），在 {\displaystyle x=y=1} 情况下，满足 {\displaystyle x\land y=1}；其他情况下 {\displaystyle x\land y=0}。
- 或（析取）, 记作 {\displaystyle x\lor y}（有时记作 {\displaystyle x} OR {\displaystyle y} 或 A{\displaystyle xy}），在 {\displaystyle x=y=0} 情况下，满足  {\displaystyle x\lor y=0}；其他情况下 {\displaystyle x\lor y=1}。
- 非 （否定）, 记作 {\displaystyle \neg x}（有时记作 NOT {\displaystyle x}, N{\displaystyle x} 或 !{\displaystyle x}），在 {\displaystyle x=1} 情况下，满足  {\displaystyle \neg x=0}；而在 {\displaystyle \neg x=1} 情况下，{\displaystyle x=0}。

如果把真值0和1解释为整数，这些运算可以表示为普通算数运算：
{\displaystyle {\begin{aligned}x\wedge y&=x\times y\\x\vee y&=x+y-(x\times y)\\\neg x&=1-x\end{aligned}}}
此外可以用制作真值表来表示 {\displaystyle x\land y}, {\displaystyle x\lor y} 和 {\displaystyle \neg x} 的值：

 | {\displaystyle x} | {\displaystyle y} | {\displaystyle x\wedge y} | {\displaystyle x\vee y} |
| ----------------- | ----------------- | ------------------------- | ----------------------- |
| 0                 | 0                 | 0                         | 0                       |
| 1                 | 0                 | 0                         | 1                       |
| 0                 | 1                 | 0                         | 1                       |
| 1                 | 1                 | 1                         | 1                       |

| {\displaystyle x} | {\displaystyle \neg x} |
| ----------------- | ---------------------- |
| 0                 | 1                      |
| 1                 | 0                      |

有人可能会认为，只有否定和另外两种运算之一是基本的，因为用下列性质可以用逻辑否和逻辑或来定义逻辑与，反之亦然：
{\displaystyle {\begin{aligned}x\wedge y&=\neg (\neg x\vee \neg y)\\x\vee y&=\neg (\neg x\wedge \neg y)\end{aligned}}}

### 衍生运算
上述三个逻辑运算被称为基本的，这意味着其他逻辑运算可以以它们为基础，由他们的复合来建立，即将这些运算组合或结合。下面是由基本运算构成的运算的例子：
{\displaystyle x\rightarrow y=\neg {x}\vee y}
{\displaystyle x\oplus y=(x\vee y)\wedge \neg {(x\wedge y)}}
{\displaystyle x\equiv y=\neg {(x\oplus y)}}
这些定义产生以下真值表，其中给出了对所有四个可能的输入，这些运算的值。
| {\displaystyle x} | {\displaystyle y} | {\displaystyle x\rightarrow y} | {\displaystyle x\oplus y} | {\displaystyle x\equiv y} |
| ----------------- | ----------------- | ------------------------------ | ------------------------- | ------------------------- |
| 0                 | 0                 | 1                              | 0                         | 1                         |
| 1                 | 0                 | 0                              | 1                         | 0                         |
| 0                 | 1                 | 1                              | 1                         | 0                         |
| 1                 | 1                 | 1                              | 0                         | 1                         |
第一种运算，{\displaystyle x\rightarrow y} 或 C{\displaystyle xy}，叫做实质蕴涵。如果 {\displaystyle x} 为真，则 {\displaystyle x\rightarrow y} 的值就取自 {\displaystyle y} 的值。但如果 {\displaystyle x} 为假，则 {\displaystyle y} 可以忽略；然而此运算必须返回某种真值，而且只有两种选择，所以返回蕴含较小的值，即真。（相干逻辑通过看作非真非假的假前提的蕴含来处理这件事。）
第二种运算，{\displaystyle x\oplus y} 或 J{\displaystyle xy}，叫做异或（通常缩写为XOR）与逻辑或的区别在于逻辑或包含其类型。它排除了 {\displaystyle x} 和 {\displaystyle y} 同时为真的情形。用算术来定义就是加和之后 {\displaystyle {\bmod {2}}}，就如 1 + 1 = 0.
第三种运算，异或的互补运算，是同或或逻辑等价：{\displaystyle x\equiv y} 或 E{\displaystyle xy}，当 {\displaystyle x} 与 {\displaystyle y} 值相同时为真。因此作为其互补运算，{\displaystyle x\oplus y} 可以理解为 {\displaystyle x\neq y}，当 {\displaystyle x} 和 {\displaystyle y} 不同时为真。它对应的 {\displaystyle {\bmod {2}}} 算术为 {\displaystyle x+y+1}。
给定两个操作数，每个具有两个可能的值，共有 22 = 4 种可能的输入组合。由于每种输出有两种可能值，一共有 24 = 16种可能的二元逻辑运算。

## 运算律
两个主要的二元运算的符号定义为 {\displaystyle \land } (逻辑与)和 {\displaystyle \lor } (逻辑或)，把单一的一元运算的符号定义为 {\displaystyle \lnot } (逻辑非)。我们还使用值 0 (逻辑假)和 1 (逻辑真)。逻辑代数有下列性质:

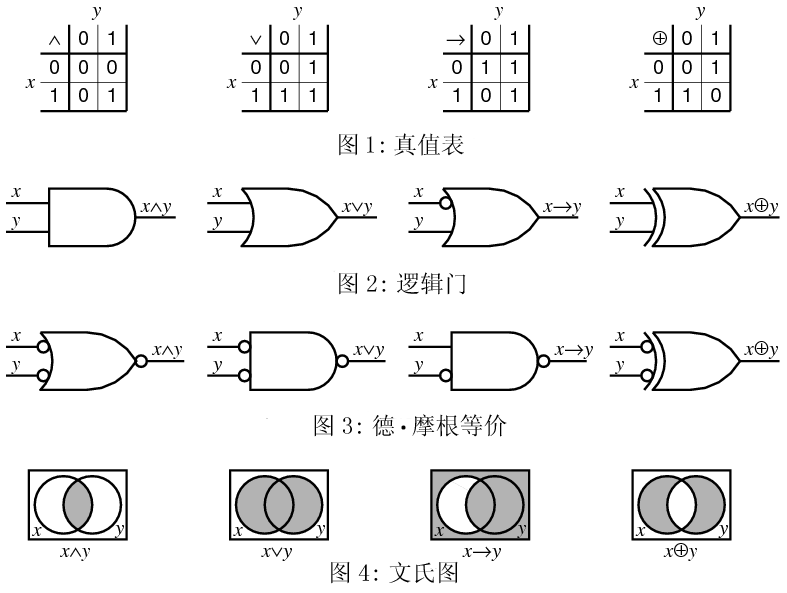
布尔运算的各种表示

| {\displaystyle a\lor (b\lor c)=(a\lor b)\lor c}           | {\displaystyle a\land (b\land c)=(a\land b)\land c}        | 结合律          |
| {\displaystyle a\lor b=b\lor a}                           | {\displaystyle a\land b=b\land a}                          | 交换律          |
| {\displaystyle a\lor (a\land b)=a}                        | {\displaystyle a\land (a\lor b)=a}                         | 吸收律          |
| {\displaystyle a\lor (b\land c)=(a\lor b)\land (a\lor c)} | {\displaystyle a\land (b\lor c)=(a\land b)\lor (a\land c)} | 分配律          |
| {\displaystyle a\lor \lnot a=1}                           | {\displaystyle a\land \lnot a=0}                           | 互补律          |
| {\displaystyle a\lor a=a}                                 | {\displaystyle a\land a=a}                                 | 幂等律          |
| {\displaystyle a\lor 0=a}                                 | {\displaystyle a\land 1=a}                                 | 有界律          |
| {\displaystyle a\lor 1=1}                                 | {\displaystyle a\land 0=0}                                 | 有界律          |
| {\displaystyle \lnot 0=1}                                 | {\displaystyle \lnot 1=0}                                  | 0 和 1 是互补的 |
| {\displaystyle \lnot (a\lor b)=\lnot a\land \lnot b}      | {\displaystyle \lnot (a\land b)=\lnot a\lor \lnot b}       | 对偶律          |
| {\displaystyle \lnot \lnot a=a}                           |                                                            | 对合律          |

## 逻辑代数的基本规则

### 代入规则
任何一个含有变量 {\displaystyle X} 的等式，如果将所有出现 {\displaystyle X} 的位置，都代之以一个逻辑函数 {\displaystyle F}，此等式仍然成立。

### 对偶规则
设 {\displaystyle F} 是一个逻辑函数式，如果将 {\displaystyle F} 中的所有的 * 变成 +，+ 变成 *，0 变成 1，1 变成 0，而变量保持不变。那么就的得到了一个逻辑函数式 {\displaystyle F'}，这个 {\displaystyle F'} 就称为 {\displaystyle F} 的对偶式。如果两个逻辑函数 {\displaystyle F} 和 {\displaystyle G} 相等，则它们各自的对偶式 {\displaystyle F'} 和 {\displaystyle G'} 也相等。

### 反演规则
当已知一个逻辑函数 {\displaystyle F}，要求 {\displaystyle \neg F} 时，只要把 {\displaystyle F} 中的所有 * 变成 +，+ 变成 *，0 变成 1，1 变成 0，原变量变成反变量，反变量变成原变量，即得 {\displaystyle \neg F}。
使用反演规则时要注意保持原函数中逻辑运算的优先顺序。

## 逻辑函数的标准形式
逻辑变量的逻辑与运算叫做与项，与项的逻辑或运算构成了逻辑函数的与或式，也叫做积之和式(SP form)。
逻辑变量的逻辑或运算叫做或项，或项的逻辑与运算构成了逻辑函数的或与式，也叫做和之积式(PS form)。

### 最小项
对于 {\displaystyle n} 个变量的逻辑函数而言，它的与项如果包含全部 {\displaystyle n} 个变量，即每个变量以原变量或反变量的形式出现一次且只出现一次，那么这个与项就称为该逻辑函数的最小项。

### 最大项
对于 {\displaystyle n} 个变量的逻辑函数而言，它的或项如果包含全部 {\displaystyle n} 个变量，即每个变量以原变量或反变量的形式出现一次且只出现一次，那么这个或项就称为该逻辑函数的最大项。

## 逻辑函数的化简
运用逻辑代数的基本公式及规则可以对逻辑函数进行变换，从而得到表达式的最简形式。这里所谓的最简形式是指最简与或式或者是最简或与式，它们的判别标准有两条：(1)项数最少；(2)在项数最少的条件下，项内的文字最少。
卡诺图是遵循一定规律构成的。由于这些规律，使逻辑代数的许多特性在图形上得到形象而直观的体现，从而使它成为公式证明、函数化简的有力工具。

## 应用

### 计算机
20世纪早期，一些电子工程师领悟到逻辑代数很像某种电子电路的行为。香农在它1937年的论文中证明了这种行为与逻辑代数等价。
几乎所有现代通用计算机都用二值布尔逻辑做运算；也就是说它们的电路是二值布尔逻辑的物理表示。几种表示方式：导线上电压的高低，磁性存储设备中磁畴的方向，打孔卡或纸带上的洞，等等（但有些早期的计算机用了十进制电路或者机械，而不是二值逻辑电路）
当然，也可能在任意介质中编码进2个以上的符号。比如在导线上用0，1，2，3伏特去编码一种有4个符号的字符集，或者利用打孔卡的洞的不同大小。但实践上，在一个很小的、高速的、低功耗的电路中噪声是个关键因素。它使分辨多个可能出现的符号变得困难。所以电路设计者们选择了高、低2种电压而不是4种。
由于上面的原因计算机使用二值逻辑电路。最常见的计算机架构使用32或64个叫做比特的布尔值序列，比如011010001101001010101001010111100000010101001011。当使用机器语言、汇编语言和某些高级语言时，程序员可以操作寄存器的数字结构。在寄存器中0电压表示逻辑0，参考电压（通常是+5伏或+3.3伏）表示逻辑1。这些语言同时支持数值操作和逻辑操作。这里的“数值操作”指计算机把比特序列当作二进制数字进行加减乘除等运算。“逻辑操作”指2个比特序列之间的与或非运算，序列中每一位都与另一序列中对应位进行运算。这两种操作之间的关键不同是前者有进位而后者没有。